# Efraín Amador
Efraín Amador Piñeiro (* 15. Juni 1947 in Chambas) ist ein kubanischer Lautenist, Komponist und Musikpädagoge.

## Leben und Wirken
Amador war am Conservatorio Amadeo Roldán und an der Escuela Nacional de Arte Schüler von Isaac Nicola. Mit seiner Frau, der Pianistin Doris Oropesa, gründete er 1970 das Dúo Amanecer. Er wirkte als Tres- und Lautenspieler, Komponist und Musikpädagoge in Camagüey und übernahm dann den Lehrstuhl für Gitarre an der Escuela Nacional de Arte in Havanna.
Von 1978 bis 1981 absolvierte er am Instituto Superior de Arte (ISA) ein Postgraduiertenstudium bei Leo Brouwer. Danach besuchte er noch Kurse in den Fächern Komposition bei Antonio Lauro und Alirio Díaz, Orchestration und zeitgenössische Musik bei José Ardévol sowie Musikanalyse bei José Loyola und Roberto Valera. Er nahm an allen Festivals für zeitgenössische Musik der Unión Nacional de Escritores y Artistas de Cuba teil und begann mit Auftritten in Europa, Asien und Afrika 1981 seine internationale Laufbahn als Solist.
Seit 1983 betrieb Amador mit seiner Frau musikethnologische Forschungen in Kuba. Ab 1989 organisierten beide den Lauten- und Tresunterricht in Kuba auf mittlerem und Hochschulniveau. 1999 übernahm Amador eine Lehrtätigkeit am  Centro Nacional de Música de Conciertos. Mit seinen Töchtern Ariadna und Amanecer Amador nahm er 1990 das Album Cubanías auf. Amador veröffentlichte außerdem eine Gitarrenschule und ein Buch über die Laute und Tres in Kuba.

## Werke
- En un rincón de Viet Nam für Kinderchor, 1968
- He recorrido für Kinderchor, 1969
- Cuatro comentarios sobre Leo Brouwer für Gitarre, 1970
- Suite para un cacique für Gitarre, 1972
- Un río es un niño für Kinderchor, 1973
- Contrapuntos cubanos für Gitarre, 1975
- Guajira für Gitarre, 1975
- Estudio para la mano izquierda für Gitarre, 1976
- Dos estudios con el dedo quinto y Preludio con tumbao für Gitarre, 1976
- Para la palma una nave für Stimme und Klavier, 1976
- Diferencias sobre tres temas cubanos für Gitarre, 1977
- Tríptico für Chor und Orchester, 1978
- Canto a Fidel für Stimme und Gitarre (Text: Ernesto Che Guevara), 1978
- Y las palabras für Gitarre und Klavier (Text: Alex Fleites), 1980
- Celia für Stimme und Gitarre nach einem geigenden<--!oder geeigneten?--> Text, 1980
- Poema para dos für Stimme und Gitarre (Text: Álex Fleites), 1981
- Días de Etiopía für Stimme und Gitarre (Text: Nelson Herrera Ysla), 1981
- Fantasía del son für Gitarre, 1981
- Fantasía für Gitarre, 1981
- Son de la mano diestra für Gitarre, 1981
- Escuela del laúd campesino, 1983
- Fantasía guajira für Laute, Gitarre und Klavier, 1984
- Suite campesina n.º 1 für Laute und Klavier, 1985
- Son para un amigo für Laute, 1985
- Cuatro preludios für Laute, 1986
- Escuela del tres cubano, 1986
- Regreso a mi tres, 1986
- Rondó campesino für Tres, 1986
- Guanabaquiste für Tres und Klavier, 1986
- Sonata amanecer für Violine und Klavier, 1986
- Preludio espirituano núms. I y II für Gitarre, 1987
- De lo real maravilloso (homenaje a José Manuel Rodríguez) für Laute und Klavier, 1987
- Estudio en mi menor für Gitarre, 1988
- Concierto für tres und Sinfonieorchester, 1988,
- Concierto, para laúd y orquesta de guitarra, 1989
- Primavera en Estocolmo für Tres, 1991
- Concierto para amanecer für Tres und Gitarrenorchester, 1991
- Variaciones sobre aires sureños für Tres, 1992
- Estudio en estilo barroco für Tres, 1998